# Martin Weinek
Martin Weinek (n. 1964, Leoben, Stiria - ...) este un actor, enolog și antrepenor austriac, cunoscut pentru rolul său din serialul de televiziune Inspectorul Rex (în rolul comisarului Fritz Kunz). De asemenea, el se ocupă cu producția de vin în Austria.

## Cariera
Între 1983 și 1986, Weinek a studiat teatrul cu profesorul Peter P. Jost.    
Din 1986, a început să lucreze în teatru, participând la unele producții vieneze. Primul său rol dintr-un film a fost în producția Nachsaison (După sezon).
În anul 1987, sub îndrumarea lui Georg Mittendrein, la Festivalul Recklinghausen el a jucat în Der Lechner Edi de Schaut ins Paradies, și ca măturător în filmul Müllomania, sub conducerea lui Dieter Berner. Între anii 1988 și 1989 a fost angajat la teatrul vienez „Jura Soyfertheater” și la alte teatre mai mici unde a lucrat ca regizor, director artistic și producător.
La diferite intervale de timp, Weinek a revenit în film și televiziune, ca de exemplu, în 1989 în cea de-a șasea serie a serialului TV Calafati Joe.
Este căsătorit cu actrița Eva Weinek.

## Filmografie
- 1989: Calafati Joe (serie TV)
- 1999-2004, 2008- : Inspectorul Rex (Serie TV)
- 2004: Silentium
- 2005: Grenzverkehr
- 2006: Unter weißen Segeln (Episodul: Träume am Horizont)
- 2007: Die Rosenheim-Cops (Episodul: Liebe bis zum Ende)